# Prémio Hermann-Staudinger
O Prémio Hermann Staudinger (em alemão:  Hermann-Staudinger-Preis) é um prémio bianual de química dos polímeros.  criado em 1970 pela Sociedade Alemã de Química (em alemão:  Gesellschaft Deutscher Chemiker (GDCh)) com a colaboração da BASF AG.
O prémio foi criado em homenagem ao Nobel de Química, Hermann Staudinger (1881-1865).

## Laureados[1]
- 1971 Werner Kern, Günter Victor Schulz
- 1973 Otto Bayer
- 1976 Hans Fikentscher
- 1977 Hermann Schnell
- 1979 Georg Manecke
- 1981 Hans Batzer
- 1985 Helmut Ringsdorf
- 1990 Gerhard Wegner
- 1994 Burkart Philipp
- 1997 Hansjörg Sinn
- 2000 Walter Hugo Stockmayer
- 2003 Walter Kaminsky
- 2006 Wolfgang Peter Meier
- 2009 Rolf Mülhaupt
- 2012 Axel Müller
- 2014 Martin Möller
- 2016 Klaus Müllen